# 飛鳥井雅春
飛鳥井 雅春（あすかい まさはる）は、戦国時代から安土桃山時代にかけての公卿。権大納言・飛鳥井雅綱の子。官位は正二位・権大納言。飛鳥井家11代当主。初名は雅教（まさのり）、号は重雅・自庵。

## 経歴
永正17年（1520年）、飛鳥井雅綱の子として誕生。大永4年（1524年）12月叙爵、天文1元年（1532年）12月に元服。
父とともに駿河国・越中国など戦国大名の分国に下向することも多かった。永禄4年（1561年）から翌年にかけて伊達晴宗を訪問して蹴鞠を伝授し、天正4年（1576年）と同6年（1578年）には北条氏政を訪れて家臣の板部岡江雪斎や安藤清広に歌書を与えている。
天正6年（1578年）8月7日に子・雅敦が早世した。天正10年（1582年）、雅春と改名する。天正12年（1584年）に全ての官職を辞退した。
文禄3年（1594年）に死去。享年75。

## 官歴
※ 日付は旧暦
- 1524年(大永4年)12月12日、従五位下に叙す。
- 1532年(天文元年)
  - 12月20日、元服し、諱を雅教とする。従五位上に昇叙。
  - 12月21日、侍従に任官。
- 1535年(天文4年)6月26日、左近衛少将に転任。
- 1536年(天文5年)2月21日、正五位下に昇叙。
- 1538年(天文7年)3月8日、駿河介を兼ねる。
- 1539年(天文8年)
  - 1月19日、従四位下に昇叙。
  - 2月4日、左近衛中将に昇進。
- 1542年(天文11年)1月5日、従四位上に昇叙。
- 1544年(天文13年)3月19日、駿河介から丹波介に転任。
- 1545年(天文14年)1月5日、正四位下に昇叙。
- 1548年(天文17年)
  - 1月5日、従三位に昇叙。
  - 3月23日、左兵衛督に転任。
- 1549年(天文18年)
  - 2月25日、参議に補任。
  - 3月9日、左衛門督に転任。
  - 3月25日、丹波権守を兼ねる。
- 1552年(天文21年)1月9日、正三位に昇叙。
- 1557年(弘治3年)6月、従二位に昇叙。
- 1559年(永禄2年)1月18日、権中納言に昇進。
- 1561年(永禄4年)、左衛門督を辞退。
- 1574年(天正2年)1月5日、正二位に昇叙。
- 1575年(天正3年)2月19日、権大納言に昇進。
- 1582年(天正10年)、諱を雅春に改める。
- 1584年(天正12年)10月22日、権大納言を辞退。
- 1594年（文禄3年）1月12日、死去。享年75。法号：了雅。

## 系譜
- 父：飛鳥井雅綱
- 母：丹波親康娘
- 妻：一色義清女
  - 男子：飛鳥井雅敦
  - 男子：一色龍雲
- 妻：不詳
  - 男子：松木宗満 - 宗房。松木宗藤の養子
- 養子
  - 男子：西洞院時慶 - 甥。覚澄の子